# Ezgjan Alioski
Ezgjan Alioski (* 12. února 1992 Prilep) je severomakedonský profesionální fotbalista, který hraje na pozici levého obránce či záložníka za saúdský klub Al Ahli a za národní tým Severní Makedonie. V Severní Makedonii je známý pod svou přezdívkou 'Gjanni'.

## Reprezentační kariéra
Alioski, který je mohl reprezentovat Severní Makedonii a Albánii prostřednictvím svých předků, se rozhodl reprezentovat svou rodnou zemi, Severní Makedonii. V seniorské reprezentaci debutoval v roce 2013 v utkání proti Walesu.
Svůj první reprezentační gól vstřelil proti Albánii 5. září 2016 v zápase kvalifikace na mistrovství světa 2018. 6. září 2018 Alioski skóroval při výhře 2:0 nad Gibraltarem v Lize národů UEFA. Skóroval i v dalším zápase, a to 9. září při výhře 2:0 proti Arménii.
V květnu 2021 byl Alioski povolán na závěrečný turnaj Euro 2020; jednalo se o historicky první Mistrovství Evropy ve fotbale, na které se Severní Makedonie kvalifikovala. Během prvního utkání Severní Makedonie na turnaji, proti Rakousku, bezprostředně poté, co rakouský útočník Marko Arnautović (který má srbské kořeny) skóroval, Arnautović rozzlobeně zakřičel na Alioskiho a jeho spoluhráče Egzona Bejtulaie (oba hráči jsou albánského původu). Makedonci označili nadávky za rasistické a protialbánské. Rakouský útočník dostal za své chování jednozápasový trest. Ve druhém utkání na EURO, proti Ukrajině, neproměnil Alioski, za stavu 0:2 pro Ukrajinu, penaltu, nicméně podařilo se mu skórovat z následné dorážky. Další branka již však v zápase nepadla; zápas skončil vítězstvím Ukrajiny 2:1.

## Osobní život
Alioski je muslim. Hovoří německy, italsky, anglicky, albánsky, makedonsky, španělsky a francouzsky.

## Statistiky

### Klubové
K 23. květnu 2021
| Klub         | Sezóna  | Liga             | Liga   | Liga | Národní pohár | Národní pohár | Ligový pohár | Ligový pohár | Celkem | Celkem |
| Klub         | Sezóna  | Liga             | Zápasy | Góly | Zápasy        | Góly          | Zápasy       | Góly         | Zápasy | Góly   |
| ------------ | ------- | ---------------- | ------ | ---- | ------------- | ------------- | ------------ | ------------ | ------ | ------ |
| Schaffhausen | 2013/14 | Challenge League | 26     | 2    | 1             | 0             | —            | —            | 27     | 2      |
| Schaffhausen | 2014/15 | Challenge League | 35     | 2    | 1             | 0             | —            | —            | 36     | 2      |
| Schaffhausen | 2015/16 | Challenge League | 16     | 0    | 1             | 0             | —            | —            | 17     | 0      |
| Schaffhausen | Celkem  | Celkem           | 77     | 4    | 3             | 0             | —            | —            | 80     | 4      |
| Lugano       | 2015/16 | Super League     | 16     | 3    | 2             | 0             | —            | —            | 18     | 3      |
| Lugano       | 2016/17 | Super League     | 34     | 16   | 1             | 0             | —            | —            | 35     | 16     |
| Lugano       | Celkem  | Celkem           | 50     | 19   | 3             | 0             | —            | —            | 53     | 19     |
| Leeds United | 2017/18 | Championship     | 42     | 7    | 0             | 0             | 3            | 0            | 45     | 7      |
| Leeds United | 2018/19 | Championship     | 44     | 7    | 1             | 0             | 2            | 0            | 47     | 7      |
| Leeds United | 2019/20 | Championship     | 39     | 5    | 1             | 0             | 1            | 0            | 41     | 5      |
| Leeds United | 2020/21 | Premier League   | 36     | 2    | 0             | 0             | 1            | 1            | 37     | 3      |
| Leeds United | Celkem  | Celkem           | 161    | 19   | 2             | 0             | 7            | 1            | 170    | 21     |
| Celkem       | Celkem  | Celkem           | 285    | 42   | 8             | 0             | 7            | 1            | 270    | 43     |

### Reprezentační
K 17. červnu 2021
| Severní Makedonie | Severní Makedonie | Severní Makedonie |
| Rok               | Zápasy            | Góly              |
| ----------------- | ----------------- | ----------------- |
| 2013              | 2                 | 0                 |
| 2014              | 4                 | 0                 |
| 2015              | 0                 | 0                 |
| 2016              | 4                 | 1                 |
| 2017              | 8                 | 0                 |
| 2018              | 7                 | 3                 |
| 2019              | 8                 | 1                 |
| 2020              | 6                 | 2                 |
| 2021              | 7                 | 2                 |
| Celkem            | 46                | 9                 |

#### Reprezentační góly
K zápasu odehranému 17. června 2021. Skóre a výsledky Severní Makedonie jsou vždy zapisovány jako první.
| Gól | Datum           | Místo                                                 | Soupeř          | Skóre | Výsledek | Soutěž                                 |
| --- | --------------- | ----------------------------------------------------- | --------------- | ----- | -------- | -------------------------------------- |
| 1.  | 5. září 2016    | Loro Boriçi Stadium, Skadar, Albánie                  | Albánie         | 1:1   | 1:2      | Kvalifikace na Mistrovství světa 2018  |
| 2.  | 6. září 2018    | Victoria Stadium, Gibraltar                           | Gibraltar       | 2:0   | 2:0      | Liga národů UEFA 2018/19               |
| 3.  | 9. září 2018    | Národní aréna Toše Proeski, Skopje, Severní Makedonie | Arménie         | 1:0   | 2:0      | Liga národů UEFA 2018/19               |
| 4.  | 13. října 2018  | Národní aréna Toše Proeski, Skopje, Severní Makedonie | Lichtenštejnsko | 4:1   | 4:1      | Liga národů UEFA 2018/19               |
| 5.  | 21. března 2019 | Národní aréna Toše Proeski, Skopje, Severní Makedonie | Lotyšsko        | 1:0   | 3:1      | Kvalifikace na Mistrovství Evropy 2020 |
| 6.  | 5. září 2020    | Národní aréna Toše Proeski, Skopje, Severní Makedonie | Arménie         | 1:0   | 2:1      | Liga národů UEFA 2020/21               |
| 7.  | 14. října 2020  | Národní aréna Toše Proeski, Skopje, Severní Makedonie | Gruzie          | 1:1   | 1:1      | Liga národů UEFA 2020/21               |
| 8.  | 4. června 2021  | Národní aréna Toše Proeski, Skopje, Severní Makedonie | Kazachstán      | 1:0   | 4:0      | Přátelský zápas                        |
| 9.  | 17. června 2021 | Arena Națională, Bukurešť, Rumunsko                   | Ukrajina        | 1:2   | 1:2      | Mistrovství Evropy 2020                |

## Ocenění

### Klubové

#### Leeds United
- EFL Championship: 2019/20[13]

#### Individuální
- Gól měsíce EFL Championship: Srpen 2017
- Gól sezóny Leedsu United: 2017/18[14]